# Senhorio de Ravenstein
O Senhorio de Ravenstein (em neerlandês:  Heerlijkheid Ravenstein, em alemão:  Herrschaft Ravenstein) foi, durante todo o Antigo Regime, uma entidade autônoma em torno da cidade de Ravenstein, no Rio Mosa e fazendo fronteira com Uden, no Brabante do Norte.
A região não pertencia nem aos Estados Brabanções, nem às Províncias Unidas, mas estava de facto sob o controle da República Holandesa.

## História
Ravenstein foi fundada em 1360 por Walraven de Valkenburgo, vassalo do duque de Brabante, que às margens do rio Maas construiu um castelo. Ao redor do castelo surgiu a cidade de Ravenstein, que em 1380 adquiriu os direitos de cidade. Em 1396, o senhor de Ravenstein foi capturado na batalha de Kleverham e a região passou para o domínio do Ducado de Cleves. Em 1609, com a morte, sem descendência, do duque João Guilherme de Jülich-Cleves-Berg, houve uma disputa entre os herdeiros de suas duas irmãs mais velhas e as forças dos Estados Gerais dos Países Baixos ocuparam a cidade em 1621.
Em 1624, o Senhorio de Ravenstein foi, finalmente, atribuído ao Margrave do Brandemburgo.
Em 1630, novamente Ravenstein passou para um novo dono, desta vez, para o domínio católico do Palatinado-Neuburgo. As guarnições dos Estados-Gerais deixaram temporariamente a cidade, para após retornarem em 1635. Em 1641 foi criada uma guarnição especial pela Igreja. Ravenstein permaneceu fora da República das Sete Províncias Unidas dos Países Baixos e a liberdade religiosa foi restabelecida.
O Senhorio de Ravenstein tornou-se então refúgio para as ordens monásticas que fugiam da censura da República, fazendo crescer grandemente o número de igrejas e católicos no interior do território de Ravenstein. Com a chegada dos franceses em 1672, as guarnições dos Estados-Gerais se retiraram. As fortificações foram demolidas. Em 1735, foi construída em Ravenstein a igreja de Santa Lúcia, a única igreja neerlandesa em estilo barroco fora da  província de Limburgo.
Em 1794, a ocupação francesa terminou com a autonomia do país. Ravenstein e suas terras foram vendidas para a República Batava. Em 1818, sob o domínio do Reino Unido dos Países Baixos, o castelo e suas fundações foram demolidas.
A cidade de Ravenstein pertence atualmente ao município neerlandês de Oss.